# Liste des châteaux de l'Aude
Cet article recense de manière non exhaustive les châteaux (de défense ou d'agrément), maisons fortes, mottes castrales, situés dans le département français de l'Aude. Il est fait état des inscriptions et classements au titre des monuments historiques et une illustration photographique est présentée en regard pour la plus grande part d'entre eux. Les pictogrammes indiquent le type de bâtiment et son état actuel.
Le département possède de nombreux châteaux, dont une part importante datant du XIIIe siècle qui n'ont pas résisté au temps, progressivement tombés en ruine. Certains de ces  châteaux ont hébergé des cathares durant le XIIIe siècle et jouèrent un rôle important durant la croisade des albigeois.

## Liste
| Icône            | Signification    | Abréviations             | Abréviations                  | Abréviations             | Abréviations           |
| ---------------- | ---------------- | ------------------------ | ----------------------------- | ------------------------ | ---------------------- |
| Château fort     | Château fort     | = Bastide                | = Ferme fortifiée             | = Maison forte           | = (Néo-)Palladianisme  |
| Renaissance      | Renaissance      | = Château gascon         | = Folie (montpelliéraine)     | = Manoir, Gentilhommière | = Résidence épiscopale |
| Domaine viticole | Domaine viticole | = Classicisme, classique | = Forteresse, fort(ification) | = Maison (noble)         | = Style Beaux-Arts     |
| Palais           | Palais           | = Commanderie            | = Gothique (flamboyant)       | = Néo-baroque            | = Style Second Empire  |
| Ruine ou disparu | Ruine, disparu   | = Château pinardier      | = Hôtel particulier           | = Néo-classique          | = Style italianisant   |
|                  |                  | = Demeure seigneuriale   | ... = Style Louis XII...XVI   | = Néo-gothique           | = Style troubadour     |
|                  |                  | = Éclectisme             | = Logis (seigneurial)         | = Néo-Renaissance        | = Villa (de Nice)      |
| Baroque, rococo  | Baroque, rococo  | = Édifice religieux      | = Motte castrale/féodale      | = Pavillon de chasse     | = Styles du XXe siècle |

| Type                                                        | Château                                           | Commune                              | Protection                                                                                         | Notes | Coordonnées                  | Illustration |
| ----------------------------------------------------------- | ------------------------------------------------- | ------------------------------------ | -------------------------------------------------------------------------------------------------- | --- | ---------------------------- | ------------ |
| Château fort                                                | Château de l'Abbé                                 | Ventenac-Cabardès                    | Inscrit MH (1951) · Notice no PA00102914                                                           | XIIe et XIVe siècles, donjon | 43° 15′ 58″ N, 2° 17′ 02″ E  |              |
| Château fort · Ruine ou disparu                             | Château d'Aguilar                                 | Tuchan                               | Classé MH (1949) · Notice no PA00102913 · Site inscrit (1946) · (AC2-130006091-00938-1)            | XIIe siècle | 42° 53′ 26″ N, 2° 44′ 49″ E  |              |
| Château fort · Ruine ou disparu                             | Château d'Aigues-Vives                            | Aigues-Vives                         | Site inscrit (1942) · (AC2-130006091-00309-1)                                                      | XIIIe siècle | 43° 13′ 52″ N, 2° 32′ 03″ E  |              |
| Renaissance                                                 | Château d'Airoux                                  | Airoux                               | Inscrit MH (1948) · Notice no PA00102508                                                           | XVIe et XVIIe siècles, Porte de la tourelle d'escalier | 43° 21′ 46″ N, 1° 51′ 59″ E  |              |
| Château fort · Ruine ou disparu                             | Château d'Albières                                | Albières                             | | |                              |              |
| Renaissance                                                 | Château d'Aragon                                  | Aragon                               | Inscrit MH (1948) · Notice no PA00102536                                                           | XVIe et XVIIe siècles, Façade sur la place avec porte, portique et vestiges de bretèche ; arc de la cour, corbeau sculpté du puits dans la cour                                                                               | 43° 17′ 48″ N, 2° 18′ 51″ E  |              |
| Renaissance                                                 | Château d'Argeliers                               | Argeliers                            | Inscrit MH (1951) · Notice no PA00102537                                                           | XVIIe siècle, cheminée de la salle du premier étage | 43° 18′ 45″ N, 2° 54′ 42″ E  |              |
| Château fort                                                | Château d'Arques                                  | Arques                               | Classé MH (1887) · Notice no PA00102539                                                            | 1280 | 42° 57′ 11″ N, 2° 22′ 01″ E  |              |
| Renaissance                                                 | Château d'Arzens                                  | Arzens                               | Classé MH (1948) · Notice no PA00102541                                                            | XVe et XVIe siècles, Les quatre façades et la fenêtre géminée dans le mur occidental | 43° 12′ 00″ N, 2° 12′ 35″ E  |              |
| Château fort · Ruine ou disparu                             | Château d'Auriac                                  | Auriac                               | Inscrit MH (1948) · Notice no PA00102545                                                           | XIe et XIIe siècles | 42° 55′ 56″ N, 2° 29′ 37″ E  |              |
| Château fort · Ruine ou disparu                             | Château d'Axat                                    | Axat                                 | | XIIe et XIVe siècles, XVe siècle | 42° 48′ 17″ N, 2° 14′ 11″ E  |              |
| Château fort                                                | Château de Baraigne                               | Baraigne                             | Inscrit MH (1948) · Notice no PA00102551                                                           | XVIe et XVIIe siècles | 43° 19′ 48″ N, 1° 49′ 15″ E  |              |
| Château fort · Ruine ou disparu                             | Tour Barberousse                                  | Gruissan                             | Inscrit MH (1948) · Notice no PA00102701                                                           | Xe et XIIe siècles | 43° 06′ 28″ N, 3° 05′ 04″ E  |              |
| Renaissance                                                 | Château de la Barthe                              | Belflou                              | Inscrit MH (1950) · Notice no PA00102556                                                           | XVIe et XVIIe siècles portail d'entrée en pierre | 43° 19′ 06″ N, 1° 47′ 10″ E  |              |
| Château fort · Ruine ou disparu                             | Château de Belcastel                              | Belcastel-et-Buc                     | | Cité au XIe siècle | 43° 01′ 47″ N, 43° 01′ 47″ E |              |
| Renaissance                                                 | Château de Belflou                                | Belflou                              | Inscrit MH (1948) · Notice no PA00102555                                                           | XVe et XIXe siècles La tour ronde de l'escalier ainsi que les tours d'angle, la tour-pigeonnier et les fossés | 43° 19′ 07″ N, 1° 47′ 10″ E  |              |
| Classicisme, classique                                      | Château de Belvianes                              | Belvianes-et-Cavirac                 | | | 42° 51′ 13″ N, 2° 12′ 01″ E  |              |
| Château fort · Ruine ou disparu                             | Château de Blanchefort                            | Rennes-les-Bains                     | | XIe siècle | 42° 56′ 16″ N, 2° 18′ 41″ E  |              |
| Château fort · Ruine ou disparu                             | Château de Bouilhonnac                            | Bouilhonnac                          | Inscrit MH (1948) · Notice no PA00102570 · Site inscrit (1945) · (AC2-130006091-00858-1)           | XVe et XVIe siècles Ruines de la chapelle | 43° 13′ 56″ N, 2° 26′ 25″ E  |              |
|                                                             | Château de Bouisse                                | Bouisse                              | | |                              |              |
| Classicisme, classique                                      | Château de Lordat à Bram                          | Bram                                 | | XVIIIe siècle | 43° 14′ 45″ N, 2° 06′ 54″ E  |              |
| Château fort                                                | Château de Bugarach                               | Bugarach                             | Inscrit MH (1948) · Notice no PA00102576                                                           | XVIe siècle | 42° 52′ 36″ N, 2° 21′ 05″ E  |              |
| Classicisme, classique                                      | Château de Cahuzac                                | Cahuzac                              | Inscrit MH (1990) · Notice no PA00102930                                                           | XVIIIe siècle | 43° 11′ 23″ N, 1° 51′ 04″ E  |              |
|                                                             | Château de Camps-sur-l'Agly                       | Camps-sur-l'Agly                     | | |                              |              |
| Château fort · Ruine ou disparu                             | Château de Capendu                                | Capendu                              | Classé MH (1927) · Notice no PA00102581 · Site inscrit (1942) · (AC2-130006091-00342-1)            | Moyen Âge, vestiges du chœur et pans de murs anciens avoisinants de la chapelle | 43° 11′ 02″ N, 2° 33′ 32″ E  |              |
| Château fort                                                | Château comtal de Carcassonne                     | Carcassonne                          | « Photo », notice no AP99L003613                                                                   | Moyen Âge | 43° 12′ 25″ N, 2° 21′ 48″ E  |              |
| Forteresse, fort(ification) · Château fort                  | Cité de Carcassonne                               | Carcassonne                          | Classé MH (1862, 1926, 1942, 1942, 1942) · Notice no PA00102588 · Patrimoine mondial (1997) UNESCO | gallo-romaine, wisigothique, omeyyade, féodale, royale | 43° 12′ 24″ N, 2° 21′ 49″ E  |              |
| Château fort · Style Louis XIII                             | Château de Cascastel                              | Cascastel-des-Corbières              | Inscrit MH (1948, 2001) · Notice no PA00102623 · Site inscrit (1942) · (AC2-130006091-00267-1)     | XIIe et XVIIe siècles, XVIIIe siècle | 42° 59′ 10″ N, 2° 45′ 32″ E  |              |
|                                                             | Château de Castel d'Ase                           | Soulatgé                             | | |                              |              |
| Classicisme, classique                                      | Château du Castelet des Crozes                    | Castelnaudary                        | Classé MH (2000) · Notice no PA11000020                                                            | XVIIIe siècle Château avec ses décors intérieurs (papiers peints et peintures murales de la fin du XVIIIe siècle), ses jardins, vergers, potagers, pavillons d'angle et murs de clôture (sauf dépendances)                    | 43° 20′ 59″ N, 1° 59′ 03″ E  |              |
|                                                             | Château de Castelmaure                            | Embres-et-Castelmaure                | | |                              |              |
| Renaissance                                                 | Château de Castelnaudary                          | Castelnaudary                        | Inscrit MH (1948) · Notice no PA00102624                                                           | XVIe siècle Toiture et façade appareillée avec quatre fenêtres à meneaux et croisillons | 43° 18′ 56″ N, 1° 57′ 32″ E  |              |
| Château fort · Ruine ou disparu                             | Château de Castelpor                              | Marsa                                | | | 42° 49′ 46″ N, 2° 06′ 19″ E  |              |
| Château fort · Renaissance                                  | Château de la Caunette                            | Lastours                             | Inscrit MH (1948) · Notice no PA00102728                                                           | XVIe siècle Fenêtres et portes anciennes des quatre façades, tour carrée Sud-Est et tourelle d'escalier carrée Nord-Ouest | 43° 19′ 12″ N, 2° 22′ 58″ E  |              |
| Classicisme, classique                                      | Château de Cavanac                                | Cavanac                              | Inscrit MH (1948) · Notice no PA00102647                                                           | XVIIIe siècle Portail et grille d'entrée | 43° 10′ 03″ N, 2° 19′ 37″ E  |              |
| Classicisme, classique                                      | Château de Celeyran                               | Salles-d'Aude                        | Classé MH (1952) · Notice no PA00102899                                                            | IIIe siècle, XVIIIe et XXe siècles Pierre avec inscription gallo-romaine incrustée dans le mur Sud du chevet de la chapelle                                                                                                   | 43° 13′ 47″ N, 3° 05′ 18″ E  |              |
| Classicisme, classique                                      | Château de Chalabre                               | Chalabre                             | Site inscrit (1944) · (AC2-130006091-00670-1)                                                      | | 42° 59′ 00″ N, 2° 00′ 34″ E  |              |
| Néo-classique                                               | Château des Cheminières                           | Castelnaudary                        | Partie du Site classé (1958) · (SI00000473)                                                        | XIXe siècle | 43° 18′ 56″ N, 1° 57′ 32″ E  |              |
| Château fort · Renaissance · Ruine ou disparu               | Château de Citou                                  | Citou                                | Inscrit MH (1948) · Notice no PA00102653 · Site inscrit (1942) · (AC2-130006091-00264-1)           | XVIe siècle | 43° 22′ 45″ N, 2° 32′ 25″ E  |              |
| Château fort · Ruine ou disparu                             | Château de Clermont-sur-Lauquet                   | Clermont-sur-Lauquet                 | Inscrit MH (1948) · Notice no PA00102654                                                           | XIIe et XIVe siècles | 43° 02′ 36″ N, 2° 25′ 19″ E  |              |
| Classicisme, classique                                      | Château de Couffoulens                            | Couffoulens                          | Inscrit MH (1948) · Notice no PA00102659                                                           | XVIIIe siècle | 43° 09′ 18″ N, 2° 18′ 25″ E  |              |
| Château fort · Renaissance · Ruine ou disparu               | Château de Coustaussa                             | Coustaussa                           | Inscrit MH (1948) · Notice no PA00102666                                                           | XIIe et XVIe siècles | 42° 56′ 25″ N, 2° 16′ 36″ E  |              |
| Château fort · Ruine ou disparu                             | Château de Cucugnan                               | Cucugnan                             | | |                              |              |
|                                                             | Château de Domneuve                               | Tuchan                               | | |                              |              |
| Château fort                                                | Château de Douzens                                | Douzens                              | Site inscrit (1942) · (AC2-130006091-00337-1)                                                      | | 43° 11′ 13″ N, 2° 35′ 49″ E  |              |
| Château fort · Renaissance                                  | Château des ducs de Joyeuse                       | Couiza                               | Classé MH (1913, 1944) · Notice no PA00102662                                                      | XVIe siècle | 42° 56′ 42″ N, 2° 15′ 15″ E  |              |
| Château fort · Ruine ou disparu                             | Château de Durban                                 | Durban-Corbières                     | Inscrit MH (1926) · Notice no PA00102674 · Site inscrit (1942) · (AC2-130006091-00265-1)           | | 42° 59′ 40″ N, 2° 48′ 56″ E  |              |
| Château fort · Ruine ou disparu                             | Château de Durfort                                | Vignevieille                         | Site inscrit (1943) · (AC2-130006091-00549-1)                                                      | | 43° 01′ 02″ N, 2° 32′ 55″ E  |              |
| Résidence épiscopale · Château fort · Ruine ou disparu      | Château des évêques d'Alet (Château de Cournanel) | Cournanel                            | Inscrit MH (1948) · Notice no PA00102663                                                           | XIVe siècle | 43° 01′ 58″ N, 2° 14′ 04″ E  |              |
|                                                             | Château de Fa                                     | Fa                                   | | |                              |              |
| Château fort · Ruine ou disparu                             | Tour de Fabrezan                                  | Fabrezan                             | Inscrit MH (1951) · Notice no PA00102683                                                           | XIIe et XIIIe siècles | 43° 08′ 07″ N, 2° 41′ 54″ E  |              |
| Classicisme, classique                                      | Château de Fendeille                              | Fendeille                            | | XIIe et XVIIIe siècles | 43° 16′ 12″ N, 1° 56′ 33″ E  |              |
| Renaissance                                                 | Château de Ferrals                                | Saint-Papoul                         | Inscrit MH (1927) · Notice no PA00102890                                                           | XVIe siècle | 43° 19′ 51″ N, 2° 04′ 30″ E  |              |
| Château fort · Ruine ou disparu                             | Château de Fitou                                  | Fitou                                | Inscrit MH (1948) · Notice no PA00102688 · Site inscrit (1942) · (AC2-130006091-00295-1)           | XIIe siècle | 42° 53′ 37″ N, 2° 58′ 39″ E  |              |
| Château fort · Ruine ou disparu                             | Castel Fizel                                      | Caudiès-de-Fenouillèdes              | « Photo », notice no MHR91_20086604369                                                             | Moyen Âge | 42° 47′ 51″ N, 2° 23′ 27″ E  |              |
| Château fort · Ruine ou disparu                             | Château de Fontjoncouse                           | Fontjoncouse                         | Site inscrit (1942) · (AC2-130006091-00331-1)                                                      | Moyen Âge | 43° 02′ 49″ N, 2° 47′ 16″ E  |              |
| Château fort                                                | Château de Fraissé-des-Corbières                  | Fraissé-des-Corbières                | Site inscrit (1942) · (AC2-130006091-00281-1)                                                      | XIe et XIVe siècles | 42° 57′ 44″ N, 2° 51′ 35″ E  |              |
| Château fort                                                | Château de Gaussan                                | Bizanet                              | Inscrit MH (1986) · Notice no PA00102566                                                           | XIVe et XIXe siècles Façade Est, façade Sud et toitures correspondantes ; cage d'escalier ; décor intérieur de la bibliothèque et du grand salon du corps de logis ; chapelle du 19e siècle avec sa salle basse du 14e siècle | 43° 08′ 07″ N, 2° 50′ 32″ E  |              |
| Château fort · Ruine ou disparu                             | Château de Gesse                                  | Bessède-de-Sault (Gesse)             | Site classé (1943) · (SI00000548)                                                                  | VIIe et XIVe siècles | 42° 46′ 30″ N, 2° 08′ 49″ E  |              |
| Domaine viticole                                            | Château de Gléon                                  | Villesèque-des-Corbières             | | | 43° 02′ 24″ N, 2° 51′ 19″ E  |              |
| Château fort                                                | Château des Hautpoul                              | Rennes-le-Château                    | | XIIIe et XVIIe siècles | 42° 55′ 41″ N, 2° 15′ 49″ E  |              |
| Château fort                                                | Château de Labécède-Lauragais                     | Labécède-Lauragais                   | Inscrit MH (1948) · Notice no PA00102708                                                           | XVIIe siècle Portail, vantaux non compris | 43° 23′ 28″ N, 2° 00′ 18″ E  |              |
| Château fort · Ruine ou disparu                             | Château de Lafage                                 | Lafage                               | Inscrit MH (1948) · Notice no PA00102709                                                           | XVIe siècle Tourelle | 43° 10′ 30″ N, 1° 51′ 40″ E  |              |
| Château fort                                                | Château de Lanet                                  | Lanet                                | Site inscrit (1942) · (AC2-130006091-00335-1)                                                      | Moyen Âge | 42° 57′ 49″ N, 2° 29′ 41″ E  |              |
| Château fort · Ruine ou disparu                             | Châteaux de Lastours                              | Lastours                             | Classé MH (1905) · Notice no PA00102727                                                            | Ensemble de 4 châteaux : Cabaret, Quertinheux, Surdespine et Tour Régine | 43° 20′ 11″ N, 2° 22′ 42″ E  |              |
| Château fort                                                | Château de Leuc                                   | Leuc                                 | Inscrit MH (1948) · Notice no PA00102740                                                           | XIIIe et XVIIe siècles | 43° 08′ 50″ N, 2° 19′ 18″ E  |              |
| Renaissance                                                 | Château de Malves-en-Minervois                    | Malves-en-Minervois                  | Classé MH (1989) · Inscrit MH (1989) · Notice no PA00102757                                        | XVe et XVIIe siècles | 43° 15′ 10″ N, 2° 26′ 31″ E  |              |
| Renaissance                                                 | Château de Marquein                               | Marquein                             | Classé MH (1972) · Notice no PA00102759                                                            | XVIe siècle Façades (à l'exclusion du perron) et toitures | 43° 18′ 06″ N, 1° 43′ 59″ E  |              |
| Château fort · Ruine ou disparu                             | Château de Mas-Cabardès                           | Mas-Cabardès                         | | XIIIe siècle | 43° 22′ 12″ N, 2° 21′ 51″ E  |              |
| Château fort · Ruine ou disparu                             | Château de Mas-des-Cours                          | Mas-des-Cours                        | Site inscrit (1945) · (AC2-130006091-00855-1)                                                      | Moyen Âge | 43° 07′ 47″ N, 2° 25′ 26″ E  |              |
| Renaissance                                                 | Château de Mézerville                             | Mézerville                           | Inscrit MH (1976) · Notice no PA00102770                                                           | XVe siècle, XVIe et XVIIe siècles Façades et toitures | 43° 15′ 36″ N, 1° 47′ 35″ E  |              |
| Château fort · Ruine ou disparu                             | Château de Miramont                               | Barbaira                             | Inscrit MH (1926) · Notice no PA00102552 · Site inscrit (1942) · (AC2-130006091-00289-1)           | XIe et XIIe siècles | 43° 10′ 16″ N, 2° 30′ 01″ E  |              |
| Château fort · Classicisme, classique                       | Château de Molleville                             | Molleville                           | Inscrit MH (1986) · Notice no PA00102772                                                           | XIIIe et XVIIIe siècles Façades et toitures, mur crénelé qui clôture la cour Est | 43° 10′ 16″ N, 2° 30′ 01″ E  |              |
| Château fort · Classicisme, classique                       | Château de Montazels                              | Montazels                            | | XIIe et XIIIe siècles, XVIIe siècle | 42° 56′ 39″ N, 2° 14′ 43″ E  |              |
| Motte castrale ou féodale · Château fort · Ruine ou disparu | Château de Montbrun                               | Montbrun-des-Corbières               | | XIIe et XVe siècles | 43° 11′ 52″ N, 2° 41′ 01″ E  |              |
|                                                             | Château de Montferrand                            | Montferrand                          | | |                              |              |
| Château fort                                                | Château de Montmaur                               | Montmaur                             | Inscrit MH (1926) · Notice no PA00102780                                                           | XVe et XVIIe siècles | 43° 23′ 36″ N, 1° 50′ 42″ E  |              |
| Château fort · Ruine ou disparu                             | Château des Nègre d'Able                          | Belvis                               | | 1247 | 42° 50′ 10″ N, 2° 03′ 58″ E  |              |
| Château fort · Ruine ou disparu                             | Château de Niort-de-Sault                         | Niort-de-Sault                       | | fut un vrai château cathare | 42° 48′ 12″ N, 2° 00′ 14″ E  |              |
| Château fort · Ruine ou disparu                             | Château de Padern                                 | Padern                               | | | 42° 52′ 03″ N, 2° 39′ 19″ E  |              |
|                                                             | Château de Paulignan                              | Trausse                              | | |                              |              |
| Château fort · Renaissance                                  | Château de Payra-sur-l'Hers                       | Payra-sur-l'Hers                     | Inscrit MH (1984) · Classé MH (1984) · Notice no PA00102850                                        | XVIe siècle | 43° 15′ 59″ N, 1° 51′ 15″ E  |              |
| Domaine viticole                                            | Château Pech-Céleyran Saint-Exupéry               | Salles-d'Aude                        | | | 43° 13′ 55″ N, 3° 05′ 36″ E  |              |
| Domaine viticole                                            | Château de Pennautier                             | Pennautier                           | Inscrit MH (1989) · Notice no PA00102852                                                           | XVIIe siècle, XVIIIe et XIXe siècles | 43° 14′ 37″ N, 2° 19′ 04″ E  |              |
| Château fort · Ruine ou disparu                             | Château de Peyrepertuse                           | Duilhac-sous-Peyrepertuse            | Classé MH (1908) · Notice no PA00102673                                                            | Xe et XIIIe siècles | 42° 52′ 15″ N, 2° 33′ 19″ E  |              |
| Château fort · Ruine ou disparu                             | Château de Pieusse                                | Pieusse                              | Classé MH (1989) · Notice no PA00102858                                                            | XIe et XIIIe siècles | 43° 04′ 50″ N, 2° 13′ 56″ E  |              |
| Château fort                                                | Château de La Pomarède                            | La Pomarède                          | Inscrit MH (1995) · Notice no PA00135695                                                           | XIVe et XVe siècles, XVIIe siècle | 43° 24′ 18″ N, 1° 57′ 02″ E  |              |
| Château fort                                                | Château de Pomas                                  | Pomas                                | Inscrit MH (1948, 1987) · Notice no PA00102863                                                     | XVe et XVIe siècles, XVIIe siècle | 43° 06′ 40″ N, 2° 17′ 29″ E  |              |
| Château fort                                                | Château de Pomas                                  | Pomas                                | Inscrit MH (1948, 1987) · Notice no PA00102863                                                     | XVe et XVIe siècles, XVIIe siècle | 43° 06′ 40″ N, 2° 17′ 29″ E  |              |
| \|                                                          | Château de Preïssan                               | Ouveillan                            | Inscrit MH · Notice no AP22K000310                                                                 | XVIe et XVIIe siècles, XIXe siècle | 43° 18′ 50″ N, 2° 59′ 14″ E  |              |
| Château fort · Ruine ou disparu                             | Château de Puilaurens                             | Puilaurens                           | Classé MH (1902) · Notice no PA00102871                                                            | XIIIe siècle | 42° 48′ 13″ N, 2° 17′ 56″ E  |              |
| Château fort · Ruine ou disparu                             | Château de Puivert                                | Puivert                              | Classé MH (1907) · Notice no PA00102872                                                            | XIIe siècle | 42° 55′ 16″ N, 2° 03′ 20″ E  |              |
| Château fort · Ruine ou disparu                             | Château de Quéribus                               | Cucugnan                             | Classé MH (1907) · Notice no PA00102667                                                            | Xe et XIIIe siècles | 42° 50′ 13″ N, 2° 37′ 17″ E  |              |
| Château fort · Ruine ou disparu                             | Château de Quillan                                | Quillan                              | Inscrit MH (1954) · Notice no PA00102873                                                           | XIIIe siècle | 42° 52′ 29″ N, 2° 11′ 12″ E  |              |
| Château fort                                                | Château de Rieux-Minervois                        | Rieux-Minervois                      | Inscrit MH (1997) · Notice no PA11000010                                                           | Moyen Âge, XIIIe et XVIIIe siècles | 43° 17′ 02″ N, 2° 35′ 09″ E  |              |
| Château fort · Classicisme, classique                       | Château de Roquecourbe-Minervois                  | Roquecourbe-Minervois                | Inscrit MH (2005) · Notice no PA11000031 · Site inscrit (1942) · (AC2-130006091-00329-1)           | Moyen Âge, XVIIe et XVIIIe siècles | 43° 13′ 14″ N, 2° 38′ 55″ E  |              |
| Château fort                                                | Château de Roquefère                              | Roquefère                            | Inscrit MH (1985) · Notice no PA00102877                                                           | XVIIe siècle | 43° 22′ 24″ N, 2° 22′ 41″ E  |              |
| Château fort · Ruine ou disparu                             | Château de Roquelongue                            | Montséret Saint-André-de-Roquelongue | Site inscrit (1942) · (AC2-130006091-00266-1)                                                      | | 43° 06′ 30″ N, 2° 49′ 09″ E  |              |
| Château fort                                                | Château de Roquetaillade                          | Roquetaillade                        | | Moyen Âge | 42° 59′ 39″ N, 2° 12′ 04″ E  |              |
| Château fort · Ruine ou disparu                             | Château de Sabarda                                | Fenouillet                           | Inscrit MH (2015) · Notice no PA66000048                                                           | Moyen Âge | 42° 47′ 26″ N, 2° 22′ 49″ E  |              |
| Château fort                                                | Château de Saint-Ferriol                          | Saint-Ferriol                        | Inscrit MH (1999) · Notice no PA11000018                                                           | XVIIe et XVIIIe siècles | 42° 53′ 30″ N, 2° 13′ 29″ E  |              |
| Château fort · Ruine ou disparu                             | Château de Saint-Martin de Toques                 | Bizanet                              | Inscrit MH (1926) · Notice no PA00102567                                                           | XIIe et XIVe siècles | 43° 07′ 44″ N, 2° 52′ 09″ E  |              |
| Château fort · Renaissance                                  | Château de Saint-Michel-de-Lanès                  | Saint-Michel-de-Lanès                | | XIIe et XVIe siècles | 43° 19′ 29″ N, 1° 45′ 27″ E  |              |
| Château fort                                                | Château de Saint-Pierre                           | Fenouillet                           | Inscrit MH (2015) · Notice no PA66000049                                                           | Moyen Âge | 42° 47′ 35″ N, 2° 22′ 50″ E  |              |
| Château fort · Ruine ou disparu                             | Château de Saint-Pierre-des-Clars                 | Montredon-des-Corbières              | Site inscrit (1943) · (AC2-130006091-00542-1)                                                      | Xe et XIIIe siècles | 43° 10′ 09″ N, 2° 55′ 28″ E  |              |
| Château fort · Ruine ou disparu                             | Château de Saissac                                | Saissac                              | Inscrit MH (1926) · Notice no PA00102895                                                           | XIIIe et XVIe siècles | 43° 21′ 26″ N, 2° 10′ 04″ E  |              |
| Château fort                                                | Château de Sallèles                               | Sallèles-d'Aude                      | Inscrit MH (2003) · Notice no PA11000028                                                           | XVIe et XVIIIe siècles | 43° 15′ 21″ N, 2° 56′ 51″ E  |              |
| Château fort                                                | Château des Saptes                                | Conques-sur-Orbiel                   | Inscrit MH (1948) · Notice no PA00102656                                                           | XVIe siècle | 43° 15′ 41″ N, 2° 24′ 10″ E  |              |
| Château fort                                                | Château de La Serpent                             | La Serpent                           | Inscrit MH (1986) · Notice no PA00102901                                                           | XVIIe et XVIIIe siècles | 42° 58′ 07″ N, 2° 11′ 00″ E  |              |
| Demeure seigneuriale                                        | Château de Serres                                 | Serres                               | Inscrit MH (1947) · Notice no PA00102902                                                           | XVIe et XVIIIe siècles | 42° 56′ 51″ N, 2° 19′ 22″ E  |              |
| Château fort · Classicisme, classique                       | Château de Serviès-en-Val                         | Serviès-en-Val                       | Inscrit MH (1926) · Notice no PA00102903 · Site inscrit (1943) · (AC2-130006091-00614-1)           | XIIIe et XIVe siècles, XVIIe et XIXe siècles | 43° 05′ 20″ N, 2° 31′ 08″ E  |              |
|                                                             | Château de Soupex                                 | Soupex                               | | | 43° 22′ 42″ N, 1° 53′ 44″ E  |              |
| Château fort · Ruine ou disparu                             | Château de Termes                                 | Termes                               | Classé MH (1989) · Notice no PA00102907 · Site classé (1942)                                       | Xe et XIIIe siècles | 43° 00′ 08″ N, 2° 33′ 24″ E  |              |
| Domaine viticole                                            | Château du Terral                                 | Ouveillan                            | Classé MH (2005) · Notice no PA11000027                                                            | XIXe et XXe siècles | 43° 18′ 00″ N, 2° 59′ 23″ E  |              |
| Château fort                                                | Château de Vales                                  | Montmaur                             | Inscrit MH (1926) · Notice no PA00102780                                                           | XVe et XVIIe siècles | 43° 23′ 36″ N, 1° 50′ 42″ E  |              |
| Château fort                                                | Château de Villar-en-Val                          | Villar-en-Val                        | Inscrit MH (1973) · Notice no PA00102916                                                           | XVIIe et XIXe siècles | 43° 04′ 58″ N, 2° 27′ 31″ E  |              |
| Château fort                                                | Château de Villarzel                              | Villarzel-du-Razès                   | Inscrit MH (2006) · Notice no PA11000035                                                           | XVe et XVIIe siècles | 43° 08′ 25″ N, 2° 12′ 24″ E  |              |
| Château fort                                                | Château de Villemartin                            | Gaja-et-Villedieu                    | Inscrit MH (1983) · Classé MH (2015) · Notice no PA00102696                                        | Cloitre déplacé vers 1830 | 43° 04′ 56″ N, 2° 11′ 16″ E  |              |
| Château fort · Renaissance                                  | Château de Villegly                               | Villegly                             | Site inscrit (1972) · (AC2-130006091-01099-1)                                                      | Moyen Âge, XVIe siècle | 43° 17′ 05″ N, 2° 26′ 21″ E  |              |
| Résidence épiscopale · Château fort · Ruine ou disparu      | Château de Villerouge-Termenès                    | Villerouge-Termenès                  | Classé MH (1976) · Notice no PA00102922                                                            | XIe et XIVe siècles | 43° 00′ 24″ N, 2° 37′ 36″ E  |              |

Château de mezerville. Commanderie.
Château de Cahuzac.
Château de fajac la selve.pech Luna
Château des pesquies.pech Luna
Château de montauriol
Château bel aspect.salle sur l'Hers.